# روريس
روريس (بالألمانية: Rauris) هي بلدية في منطقة زيلامسي بولاية زالتسبورغ، النمسا.